# Järnsparv
Järnsparv (Prunella modularis) är en liten tätting i familjen järnsparvar. Järnsparven häckar i tempererade områden i Europa och Asien upp till trädgränsen. Järnsparven påminner om en brunaktig sparv men med tunn insektsätande näbb och järngrått huvud. Järnsparven lever i skogsmarker och håller sig ofta dold i täta buskage. Den observeras främst när den sjunger då den tenderar att sitta mer öppet. Sången är monoton och den har en silvrig, högfrekvent stämma. Den placerar sitt skålformiga bo i täta snår. Järnsparven uppvisar ett polyandriskt parningssystem där honan parar sig med flera hanar. Födan består av insekter, spindlar och daggmask, och förstärks på vintern av bär och frön. Järnsparven är inte hotad och kategoriseras av IUCN som livskraftig.

## Utseende och läte
Järnsparven är 14,5 centimeter lång och väger cirka 20 gram. Den adulta fågeln påminner om en sparv men har en tunn näbb likt en insektsätande fågel. Hjässan, ögonbrynet, nacken, strupen och bröstet är blygrått. Kroppen är mörk och enfärgad med djupt mörkbrun och svartstreckad rygg. Näbben är mörk och benen rödbruna. Könen är mycket lika men hanen har i genomsnitt lite mer blygrått på huvud och hals än honan. Juvenilen är mer distinkt tecknad och kraftigt streckad även på halsen och bröstet.

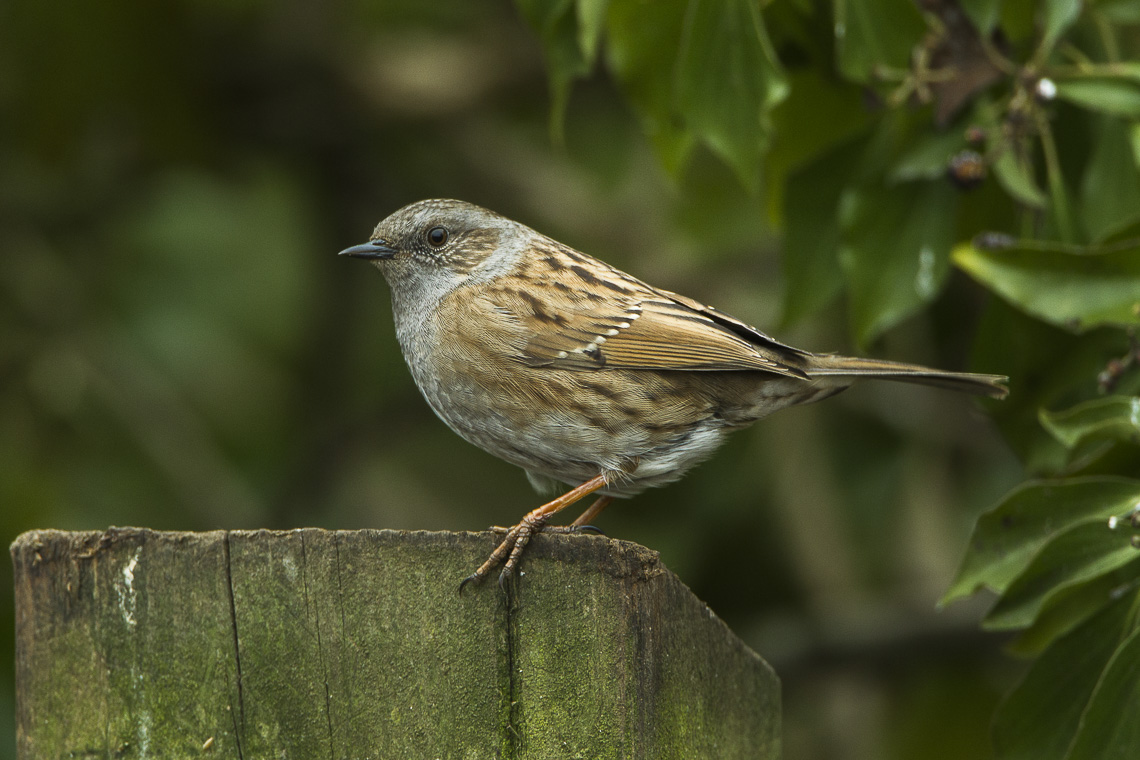

Järnsparven håller sig ofta dold i buskage och liknande. Den observeras oftast främst på sången då den också tenderar att sitta mer synligt. Locklätet är ett tunt, högt "tih", den snabba, enkla högfrekventa sången är silvrigt klirrande och kan påminna om kungsfågelns.

## Utbredning och systematik

### Systematik
Järnsparvarnas placeras i överfamiljen Passeroidea tillsammans med sina närmsta släktingar, exempelvis Passeridae, Motacillidae, Estrildidae, Ploceidae och alla de osciner som har nio handpennor, som finkar (Fringillidae) och Emberizidae. Tidigare trodde man att järnsparvarnas närmaste släktingar var gärdsmygarna, och ibland har de behandlats som trastar.

### Utbredning
Järnsparven häckar i princip i hela Europa förutom på Island och i de sydligaste delarna av kontinenten. Den förekommer också i västra Asien från Ural till norra Iran. De nordliga populationerna är flyttfåglar som övervintrar längre söderut medan den sydligare populationerna är stannfåglar.
Arten introducerades till Nya Zeeland 1867 till 1882 och häckar numera i hela landet inklusive på Chathamöarna, Antipodöarna, Aucklandöarna och Campbellöarna.

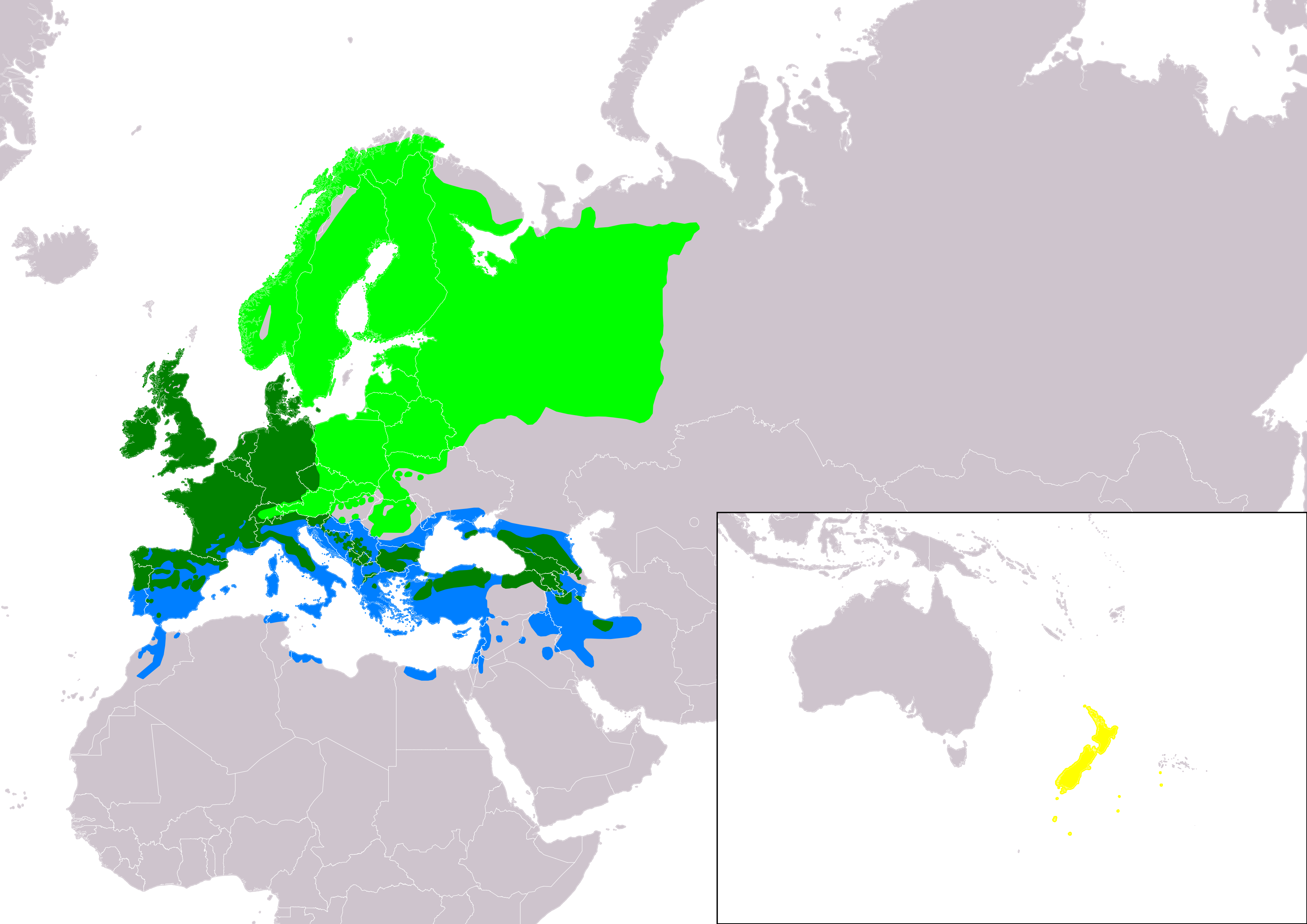
Järnsparvens utbredningsområde, där ljusgrönt betecknar vistelse häckningstid, blått vintertid och mörkgrönt året runt.

### Underarter
Järnsparven delas vanligtvis in i åtta underarter:
- Prunella modularis hebridium – häckar på Irland, Yttre Hebriderna, Inre Hebriderna och i västra Skottland. Merparten är stannfåglar.
- Prunella modularis occidentalis – stannfågel som häckar i östra Skottland, Wales, England och västra Frankrike
- Prunella modularis modularis – häckar i norra och centrala Europa österut till Uralbergen; Framförallt de norra och östliga populationerna är flyttfåglar som övervintrar söderut till västra Medelhavets öar och norra Afrika
- Prunella modularis mabbotti – stannfågel som häckar från sydvästra Frankrike till Pyrenéerna, Iberiska halvön och Apenninerna
- Prunella modularis meinertzhageni – stannfågel på västcentrala Balkanhalvön och Bulgarien
- Prunella modularis fuscata – endemisk för bergsområden på Krimhalvön
- Prunella modularis euxina – häckar från norra Turkiet till västra Kaukasus
- Prunella modularis obscura – häckar från Kaukasus och östra Turkiet till norra Iran; övervintrar i bergsområden i Libanon

International Ornithological Congress (IOC) inkluderar meinertzhageni i nominatformen. Vissa erkänner endast tre underarter: obscura (inkl. fuscata), occidentalis (inkl. hebridium) samt modularis (inkl. övriga underarter).

### En eller flera arter?
En studie från 2021 visar på skillnader i genetik, morfologi och läten mellan järnsparvar på Iberiska halvön (mabbotti), i Kaukasus (obscura) och övriga bestånd, så pass att de föreslås delas upp i tre olika arter. Författarna kommenterar dock att fler studier behövs vad gäller utbredning och status av iberiska järnsparvar liksom kontaktzonen med nominatformen. De föreslår också utvidgade tester för att undersöka om mabbotti även förekommer i centrala Italien.

### Förekomst i Sverige
I Sverige förekommer järnsparven allmänt i hela landet undantagsvis i fjälltrakterna. Den svenska populationen flyttar i september-november till västra och sydvästra Europa och återkommer i början av april. Enstaka individer kan övervintra i södra Sverige.

## Ekologi
Järnsparven häckar i skogsmarker, trädgårdar, parker och fjällskog, ofta i habitat med unga granar, täta buskage och snår. Födan består på sommaren av insekter som små skalbaggar, larver och puppor, samt spindlar och daggmaskar. På vintern äter den även bär och frön.

### Häckning
Järnsparven blir könsmogen efter ett år. Boet byggs av honan och placeras lågt över marken gömt i täta snår. Det består av en skål av strån som täcks med mossa, och som fodras med hår, björnmossa och fjädrar. Arten uppvisar ett promiskuöst häckningssystem och det förekommer att den genomför två häckningar per år, i april och i juni. Den första kullen går ofta förlorad. De tydligt färgade äggen är ett lätt byte för andra djur i den fortfarande sparsamma växtligheten i april. Kullen består av tre till sex grönblå ägg som ruvas i 13 till 14 dagar, främst av honan. Ungarna utfodras sedan av båda föräldrar i 11 till 14 dagar.

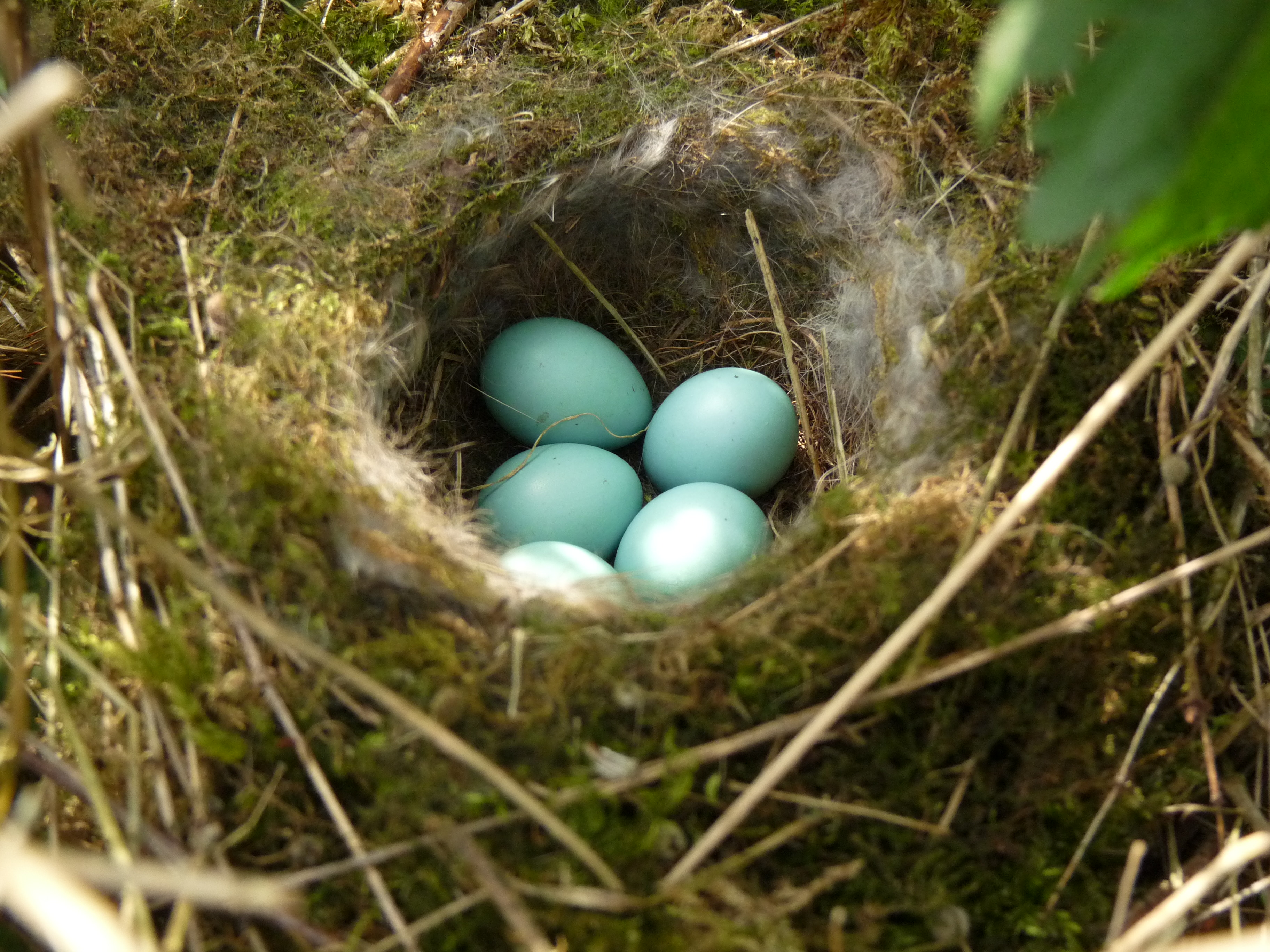
Ett järnsparvsbo med ägg.

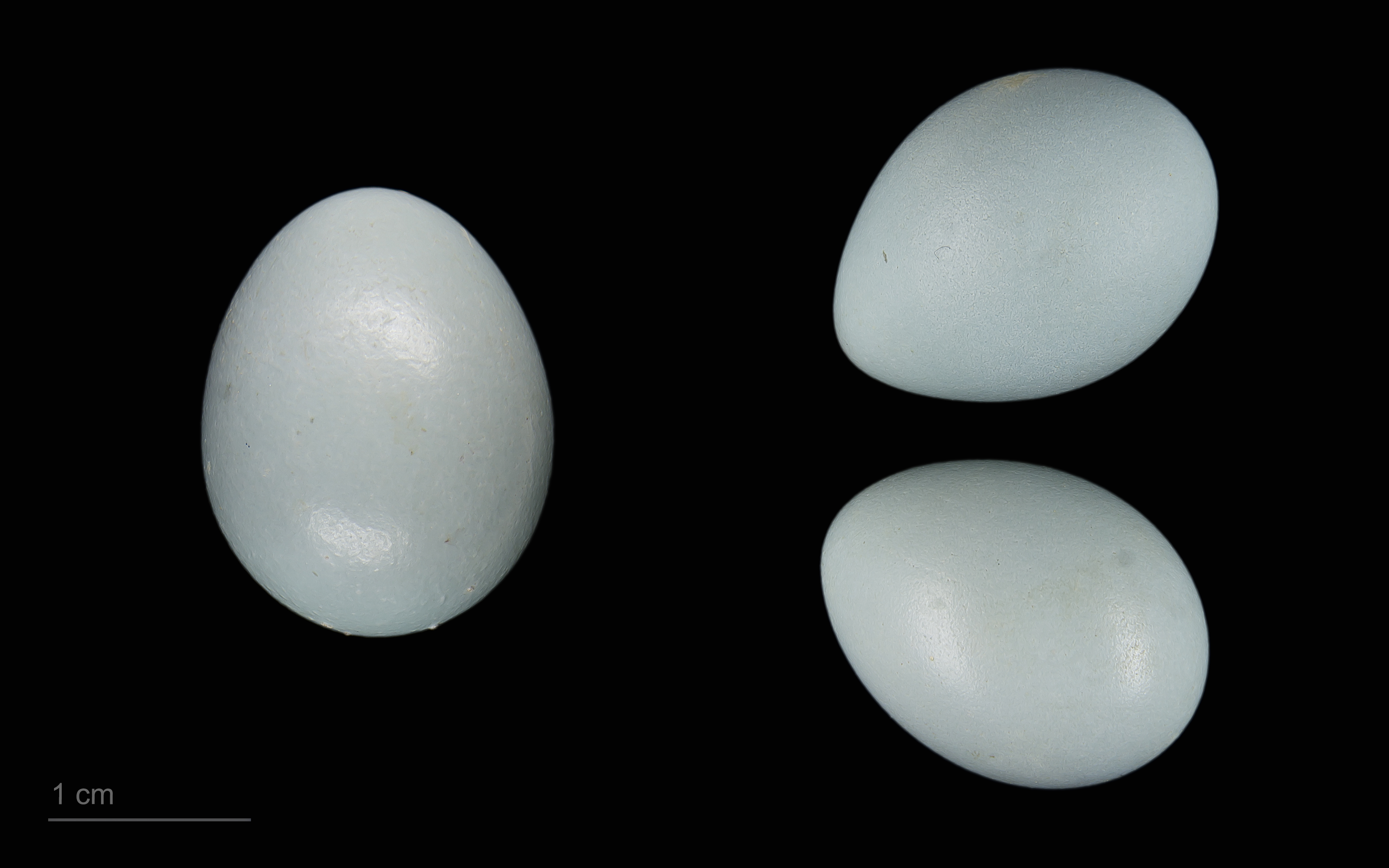
Cuculus canorus canorus + Prunella modularis

Eftersom polyandri bland honorna är vanlig pickar hanen under parningstid honan flera gånger på bakdelen före parningen. Genom pickningen utlöses en reflex hos honan, som stöter ut sperma från en eventuell rival. På så sätt försöker hannen säkerställa att endast han är fader till kullen.

## Status och hot
Den globala populationen av järnsparv är mycket stor och den förekommer över ett mycket stort utbredningsområde. Detta tillsammans med att utvecklingstrenden bedöms som stabil gör att IUCN kategoriserar den som livskraftig. I Europa, som utgör 95 % av utbredningsområdet för järnsparven uppskattas antalet häckande par till mellan tolv och 26 miljoner, varför den totala globala populationen grovt uppskattas till 36–78 miljoner individer.
I Sverige har arten minskat med 50–90 % de senaste 30 åren. Trots det behandlas det svenska beståndet ändå som livskraftigt.

## Namn
Järnsparvens vetenskapliga artnamn modularis kommer av latinets modulus för "melodi".